# 임수경 (1961년)
임수경(1961년 12월 3일 ~ )은 대한민국의 공기업인이자 전 공무원이다. 고려대학교 산업공학과를 졸업하고 카이스트 대학원에서 산업공학 석박사 학위 취득 후 위스콘신 대학교에서 박사후과정을 마쳤다. 한국국방연구원, 한국전산원, LG CNS U 엔지니어링 사업개발부문장(상무) 등을 역임하고 국세청 첫 여성국장(전산정보관리관)으로 일하며 연말정산 간소화를 비롯한 업무 전산화에 기여했다.

## 약력
- 2018년 7월 ~ 현재: 광주과학기술원 이사장
- 2014년 10월 ~ 2018년 2월: 한전KDN 사장[4]
- 2012년 7월 ~ 2014년 1월: KT 글로벌&엔터프라이즈 부문 전무[5]
- 2009년 ~ 2012년: 국세청, 전산정보관리관 등
- 2000년 ~ 2009년: LG CNS, 공공사업본부 공공전략부문 담당, 기술연구부 부문장, U엔지니어링사업본부 상무 등
- 1996년 ~ 2000년: 한국전산원, 감리평가기획부 부장 등

## 학력
- 1995년: 카이스트 대학원 산업공학 박사
- 1987년: 카이스트 대학원 산업공학 석사
- 1984년: 고려대학교 산업공학 학사